# The Bend Motorsport Park
Der The Bend Motorsport Park, auch Shell V-Power Motorsport Park ist ein australischer Motorsportpark mit mehreren Anlagen im Bundesstaat South Australia. Der 2018 eröffnete Motorsportpark mit mehreren Rennsportanlagen beherbergt die mit 7,77 km Länge längste Motorsportrennstrecke Australiens.

## Geschichte
Die Pläne zum Bau der Anlage wurden 2015 genehmigt. Der Bau der Strecke wurde im März 2016 auf dem Gelände einer ehemaligen Mitsubishi-Teststrecke bei Talim Bend begonnen. Die Strecke wurde am 13.–14. Januar 2018 mit einem Langstrecken-Fahrradrennen eröffnet. Die erste Motorsportveranstaltung erfolgte am 13.–15. April 2018.

## Streckenbeschreibung

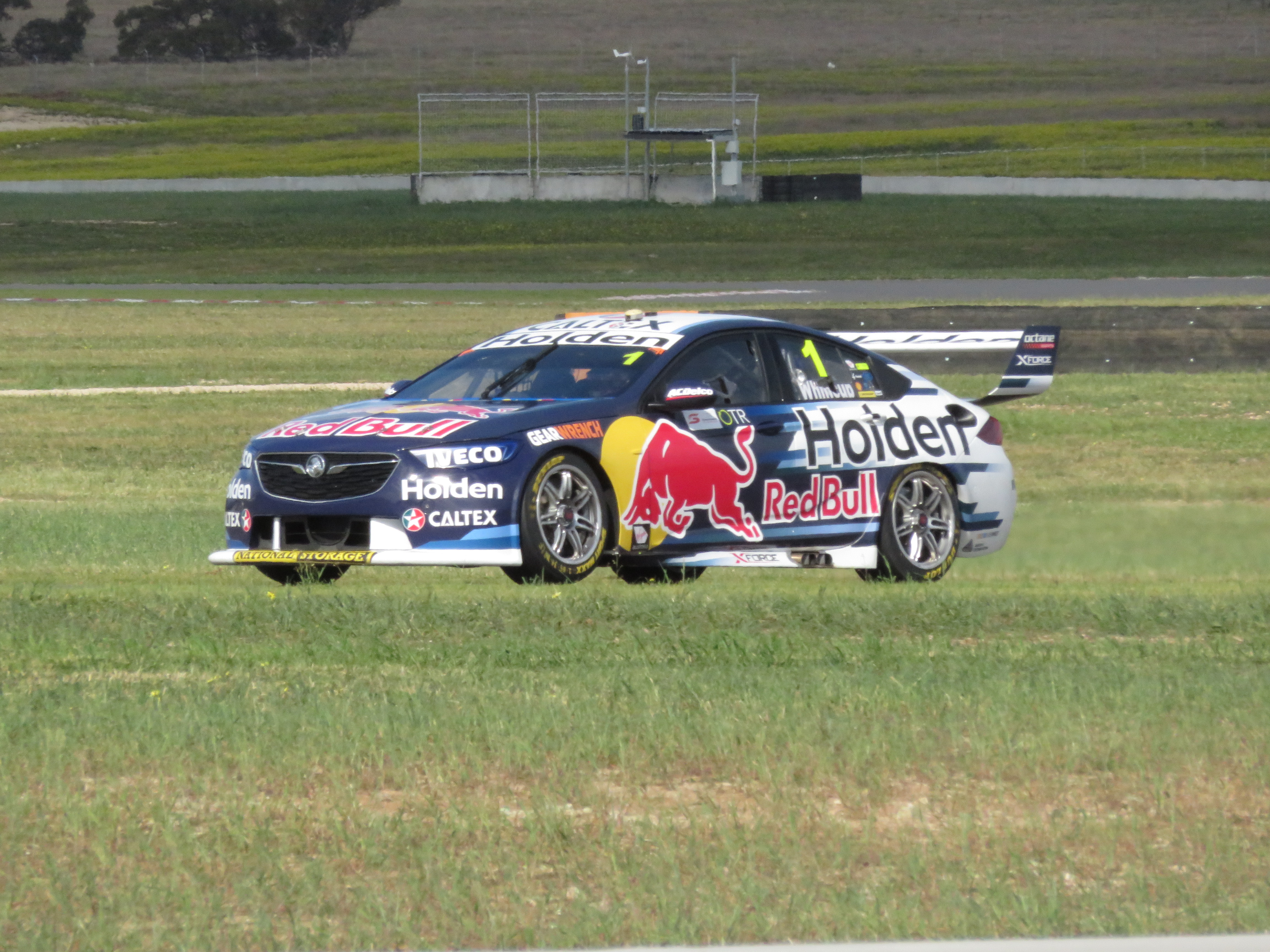
Jamie Whincup bei einem Rennen auf dem The Bend Motorsport Park 2018

Neben dem 7,77 km langen Straßenkurs, der in bis zu drei unabhängig zu betreibende Streckenvarianten aufgeteilt werden kann, gibt es eine Mehrzweckstadionanlage für Drift-, Rallycross- und Kart-Wettbewerbe, einen Viertelmeilen-Dragstrip, Offroad-Anlagen für Rallye- und Motocrosswettbewerbe und die ursprünglichen Anlagen der Mitsubishi-Teststrecke. Die permanente Rennstrecke ist nach dem Circuit de la Sarthe in Le Mans die weltweit zweitlängste bzw. weltweit längste permanente FIA-Grad-2-homologierte Rennsportanlage. Zusätzlich besitzt die etwas kürzere 4,9-km-Variante eine FIM Grad A Lizenz.
Weitere Streckenvarianten sind der 3,41 km lange und 12 Kurven umfassende West Circuit, der mittels zweier Kurzanbindungen für Trainings - und Trackdays noch einmal in 2 parallele, unabhängig voneinander betreibare Abschnitte (North Circuit und South Circuit) gegliedert werden kann, der 3,93 km lange und 21 Kurven umfassende East Circuit, der über eine eigene separate Boxengasse verfügt und der 4,95 km lange International Circuit mit 18 Kurven auf dem das Gros der nationalen Veranstaltungen stattfindet.
Alle Streckenvarianten werden im Uhrzeigersinn befahren. Lediglich auf dem kurzen Abschnitt des East Circuit zwischen den Kurven 9 und 29 des großen „GT-Circuits“ ändert sich bei der Nutzung des International Circuits die Fahrtrichtung.

## Veranstaltungen
- Supercars Championship
- TCR Australia
- GT World Challenge Australia
- Australische Formel-4-Meisterschaft
- Asian Le Mans Series